# Beaumont-la-Ronce
Beaumont-la-Ronce és un municipi francès, situat al departament de l'Indre i Loira i a la regió de Centre – Vall del Loira. L'any 2007 tenia 1.132 habitants.

## Demografia

### Població
El 2007 la població de fet de Beaumont-la-Ronce era de 1.132 persones. Hi havia 428 famílies, de les quals 96 eren unipersonals (52 homes vivint sols i 44 dones vivint soles), 156 parelles sense fills, 164 parelles amb fills i 12 famílies monoparentals amb fills.
La població ha evolucionat segons el següent gràfic:
Habitants censats

### Habitatges
El 2007 hi havia 480 habitatges, 431 eren l'habitatge principal de la família, 29 eren segones residències i 20 estaven desocupats. 462 eren cases i 17 eren apartaments. Dels 431 habitatges principals, 340 estaven ocupats pels seus propietaris, 85 estaven llogats i ocupats pels llogaters i 6 estaven cedits a títol gratuït; 4 tenien una cambra, 31 en tenien dues, 83 en tenien tres, 118 en tenien quatre i 195 en tenien cinc o més. 370 habitatges disposaven pel capbaix d'una plaça de pàrquing. A 143 habitatges hi havia un automòbil i a 258 n'hi havia dos o més.

### Piràmide de població
La piràmide de població per edats i sexe el 2009 era:
| Homes | Edats   | Dones |
| ----- | ------- | ----- |
| 0     | 95 o +  | 0     |
| 0     | 90 a 94 | 0     |
| 8     | 85 a 89 | 16    |
| 4     | 80 a 84 | 4     |
| 12    | 75 a 79 | 28    |
| 12    | 70 a 74 | 24    |
| 32    | 65 a 69 | 20    |
| 20    | 60 a 64 | 36    |
| 24    | 55 a 59 | 12    |
| 24    | 50 a 54 | 28    |
| 36    | 45 a 49 | 32    |
| 40    | 40 a 44 | 32    |
| 56    | 35 a 39 | 60    |
| 40    | 30 a 34 | 32    |
| 24    | 25 a 29 | 44    |
| 20    | 20 a 24 | 16    |
| 32    | 15 a 19 | 40    |
| 40    | 10 a 14 | 28    |
| 36    | 5 a 9   | 28    |
| 16    | 0 a 4   | 36    |

## Economia
El 2007 la població en edat de treballar era de 725 persones, 585 eren actives i 140 eren inactives. De les 585 persones actives 539 estaven ocupades (297 homes i 242 dones) i 46 estaven aturades (16 homes i 30 dones). De les 140 persones inactives 56 estaven jubilades, 37 estaven estudiant i 47 estaven classificades com a «altres inactius».

### Ingressos
El 2009 a Beaumont-la-Ronce hi havia 447 unitats fiscals que integraven 1.146 persones, la mediana anual d'ingressos fiscals per persona era de 18.738 €.

### Activitats econòmiques
Dels 42 establiments que hi havia el 2007, 1 era d'una empresa alimentària, 1 d'una empresa de fabricació d'altres productes industrials, 9 d'empreses de construcció, 9 d'empreses de comerç i reparació d'automòbils, 3 d'empreses de transport, 2 d'empreses d'hostatgeria i restauració, 3 d'empreses financeres, 3 d'empreses immobiliàries, 3 d'empreses de serveis, 5 d'entitats de l'administració pública i 3 d'empreses classificades com a «altres activitats de serveis».
Dels 14 establiments de servei als particulars que hi havia el 2009, 1 era una oficina de correu, 1 taller de reparació d'automòbils i de material agrícola, 1 guixaire pintor, 4 fusteries, 2 lampisteries, 1 empresa de construcció, 2 perruqueries, 1 restaurant i 1 saló de bellesa.
Dels 2 establiments comercials que hi havia el 2009, 1 era una botiga de menys de 120 m² i 1 una fleca.
L'any 2000 a Beaumont-la-Ronce hi havia 23 explotacions agrícoles que ocupaven un total de 1.692 hectàrees.

## Equipaments sanitaris i escolars
L'únic equipament sanitari que hi havia el 2009 era un psiquiàtric.
El 2009 hi havia una escola elemental.

## Poblacions més properes
El següent diagrama mostra les poblacions més properes.